# オムエル
株式会社オムエルは、かつて存在した医薬品、衛生材料及び医療機器の販売などを行う企業。広島県広島市中区に本社を置いていた。現在は、東邦ホールディングスの傘下である株式会社セイエルの一部。

## 沿革
- 1947年12月24日 - 岡山県岡山市に岡山医薬品株式会社を設立。
- 1980年12月 - 岡山県津山市のマヤ薬局の卸部を合併。
- 1989年12月 - 岡山市のシンメイワを合併。
- 1997年10月 - 岡山医薬品を存続会社として広島県の河野薬品と合併。社名を株式会社オムエルに変更。本社を広島県広島市中区に移転する。
- 1998年4月 - 広島県尾道市の島居薬品の医薬品卸部門を営業譲受。
- 1998年11月 - 自社及び成和産業、サンキ、小林製薬の四社で薬粧会社「健翔」（後にコバショウに社名変更）を設立。
- 2002年4月 - 鳥取県米子市のオオモリ薬品中国と合併。
- 2004年5月 - 東邦薬品と業務提携。
- 2009年10月 - 東邦ホールディングスの完全子会社となる。東邦薬品代表取締役社長にオムエルの代表取締役社長の河野が内定
- 2010年1月 - 広島県の株式会社セイナスに吸収合併され解散。株式会社セイナスは株式会社セイエルに社名変更。

## 営業拠点
- 広島県：広島本社、広島西営業所（廿日市市）、福山営業所、尾道営業所、呉営業所、三次営業所
- 岡山県：岡山支社、玉島支店（倉敷市）、津山支店
- 山口県：宇部支店、岩国営業所、周南営業所（下松市）、下関営業所、山口営業所、萩連絡所
- 鳥取県：米子支店、鳥取営業所、倉吉営業所
- 島根県：松江営業所、出雲営業所、浜田営業所、益田営業所

## 主な取引メーカー
- 塩野義製薬、大日本住友製薬、萬有製薬、エーザイ、アステラス製薬、協和発酵キリン、大塚製薬、小野薬品工業、第一三共、三菱ウェルファーマ、持田製薬、ファイザー